# フル・ブレックファスト

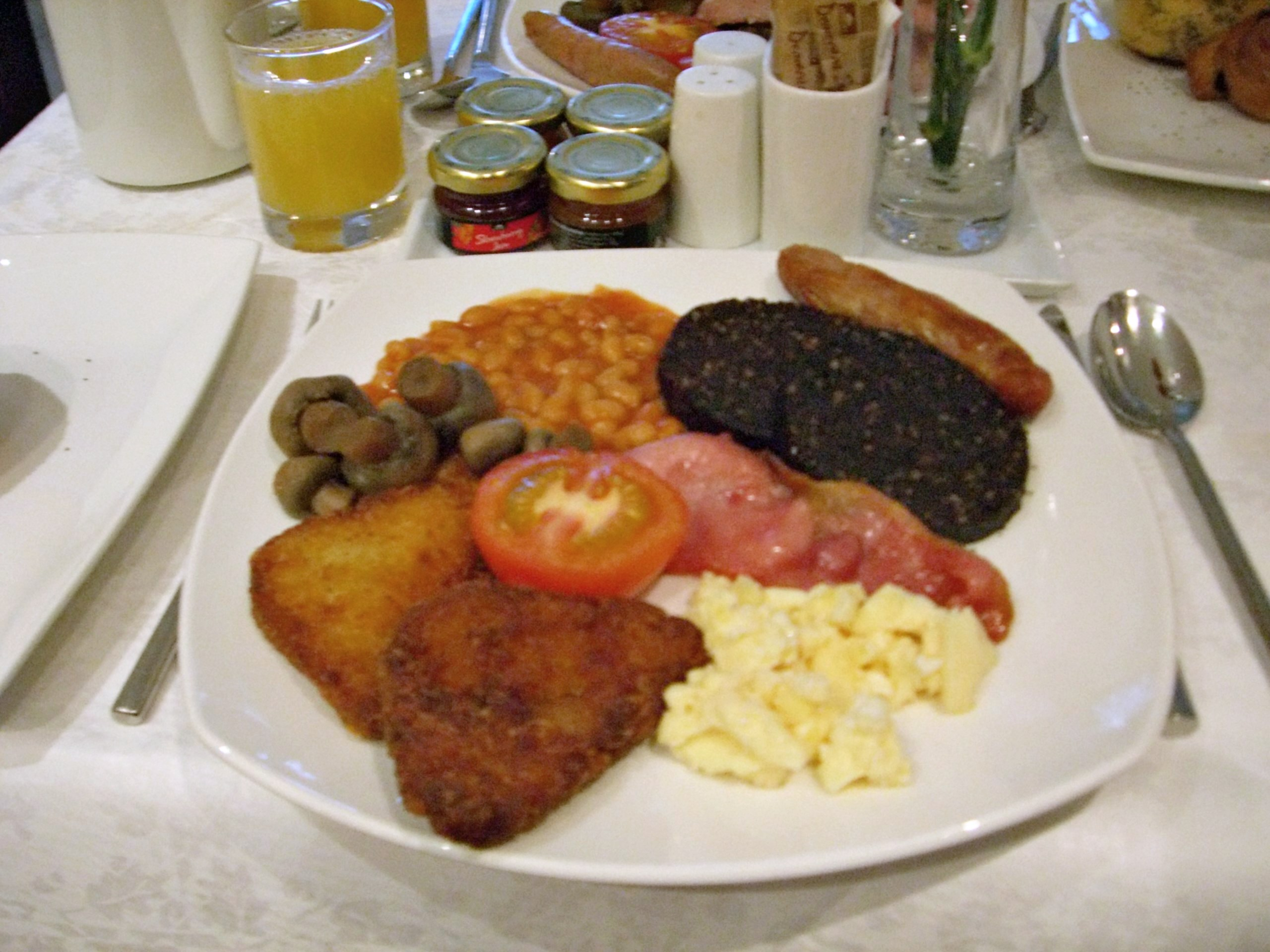
フル・ブレックファストのメインディッシュの一例

フル・ブレックファスト（Full breakfast）は、イギリスやアイルランドの伝統的な朝食である。

## 概要

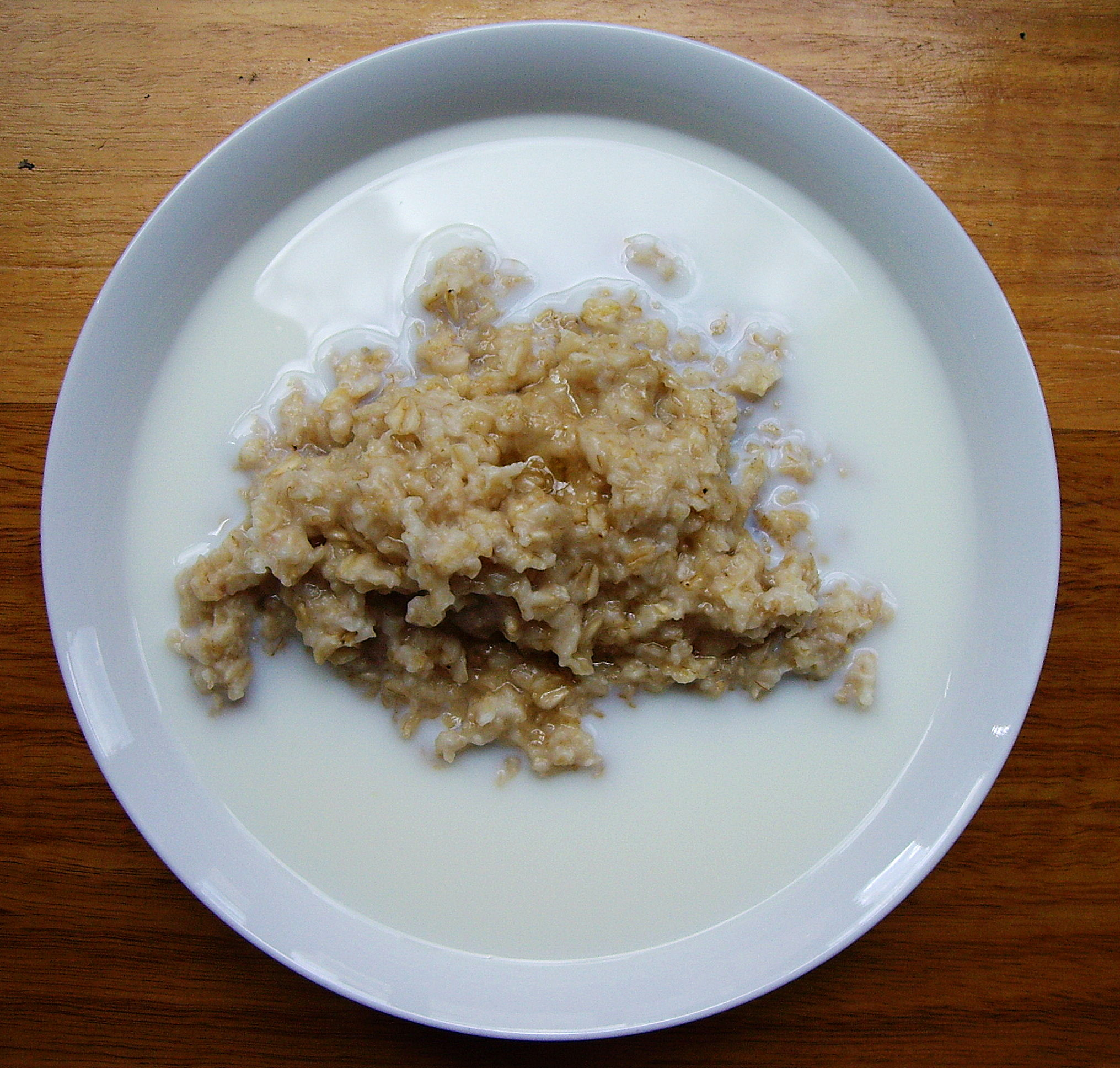
牛乳に浸したポリッジ

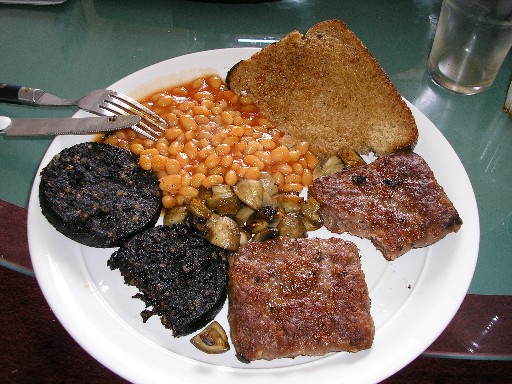
朝食として出されたブラックプディング、ベイクドビーンズ、マッシュルーム、四角いソーセージ

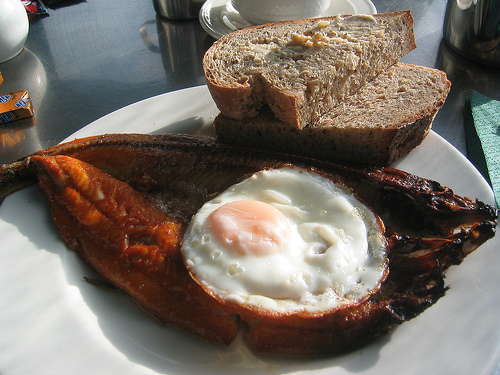
キッパーと目玉焼き

伝統的な朝食は、起き抜けに飲む1杯の紅茶（あるいはコーヒー）に始まり、続いて以下の料理が出される。
- ポリッジ
- シリアル
- フルーツ（コンポートにされて出される場合もある）
- フルーツジュース
- 卵料理
  - 目玉焼き
  - ポーチドエッグ
  - ゆで卵
- ベーコン - 目玉焼きとともにベーコンエッグとして供される。
- ソーセージ
- キッパー
- ベイクドビーンズ
- トマト - 生で、あるいはソテーにして食べる。
- マッシュルーム - ソテー、フライにして食べる。
- マーマレードが添えられたトースト（もしくは揚げパン）
- 食後の紅茶（もしくはコーヒー）
- ケジャリー
- ブラックプディング
- ホワイトプディング（英語版）
- スコーン
- オーツケーキ - ビスケット状に加工したオートミール
- バン
- ロールパン

## 変遷

### 産業革命以前
中世イギリスの富裕層の朝食にはパン、茹でた牛肉や羊肉、チーズ、ニシンの塩漬け、ビールもしくはワインが並び、貧しい人々は起きがけにありあわせのものを食べて空腹をしのいでいた。しかし、18世紀以前の史料にイギリスの朝食に関する記述は少なく、朝食を摂取することは滅多になかったと思われる。1760年代になると朝食の習慣はイギリスに広まっており、おそらくこの頃から産業革命後の「重い」イギリス風朝食への移行が始まった。
産業革命期にイギリスが世界情勢の中心に台頭すると、中国から輸入された紅茶、西インド諸島で生産された砂糖を従来よりも安価で調達できるようになる。さらに1852年に砂糖関税が撤廃され、東インド会社の貿易独占権が廃止されたことで紅茶の輸入が自由化された。また、かつてはイングランドで敬遠されていたオートミールが全国に普及し、労働者階級の間にポリッジ（オートミールの粥）と砂糖入り紅茶を中心とする「重い」朝食が成立した。

### ヴィクトリア朝期
こうして産業革命期に労働者階級の間にボリュームのある朝食が定着し、19世紀のヴィクトリア朝時代に、一般に知られる「フル・ブレックファスト」が成立する。ヴィクトリア女王が遅めの夕食を摂ることを好んだために、上流階級も女王の習慣に合わせて本来昼食だったディナーの時間を夕方にずらし、朝8時から9時の間にボリュームのある朝食を摂るようになった。ボリュームのある朝食は農村部の郷紳にとって都合がよく、農民は作業の前にカロリーを蓄えるために多量の食事を摂り、カロリーに富み消化の良いポリッジやベーコン、ハムを朝食としていた。また、新しい形式の朝食は、ボリュームのある昼食を摂ることが難しい都市部の上・中流階級からも歓迎された。
ヴィクトリア朝期の英国社会では家族間の関係の強化が求められており、朝食が1日の中で一番重要な食事に位置付けられた。かつて中産階級の家庭では夫と妻は別々に朝食を摂るのが普通だったが、この時期に家族全員がそろって朝食を摂る習慣が生まれ、朝食の量と質も向上する。当時の上流階級の朝食では以下の料理が出され、またカツレツ、ミートパイ、冷製のハムなどの新しいタイプの朝食が一部の特権階級の間で流行したが、中世以来の肉とビールを中心とした食事も健在だった。この豪華な朝食は、エドワード7世の時代まで続いた。
- エール
- オムレツ
- 牛タン
- ガランティン（鳥・仔牛の詰め物）
- ケジャリー
- ハム
- ヤマウズラのロースト

しかし、朝食の内容は階級によって差があり、その傾向は大工業都市で顕著だった。ヴィクトリア朝期の救貧院で出された朝食は、水っぽいポリッジと固くなったパンだけだった。

### 現代
今日では、評判が極めて悪かったイギリス料理がかなり改善の傾向が見られるのに対して、イギリスの朝食は簡素化する傾向が強くなっている。ロンドンのホテルなどでは伝統的な朝食に代わってアメリカ式の簡易な朝食が供されるようになりつつあるが、B&Bの朝食は伝統的なフル・ブレックファストが主流である。一般家庭の朝食には主に以下の料理が出されており、生野菜、ハム、チーズが出されることはあまりない。
- シリアル
- トーストとマーマレード
- 紅茶あるいはコーヒー

## 地域性

### イングランド
過去のイングランドの朝食では、ポリッジの代わりにフルーメンティ（牛乳で煮た小麦の粥）が食べられていた。冬の間イングランド人は蜂蜜・砂糖・温めた牛乳を加えたフルーメンティを食べ、ポリッジが普及した後も一部の地域ではフルーメンティが食べられている。
また、ランカシャーでは昔と同じく焼いたブーダンが食べられている。

### スコットランド

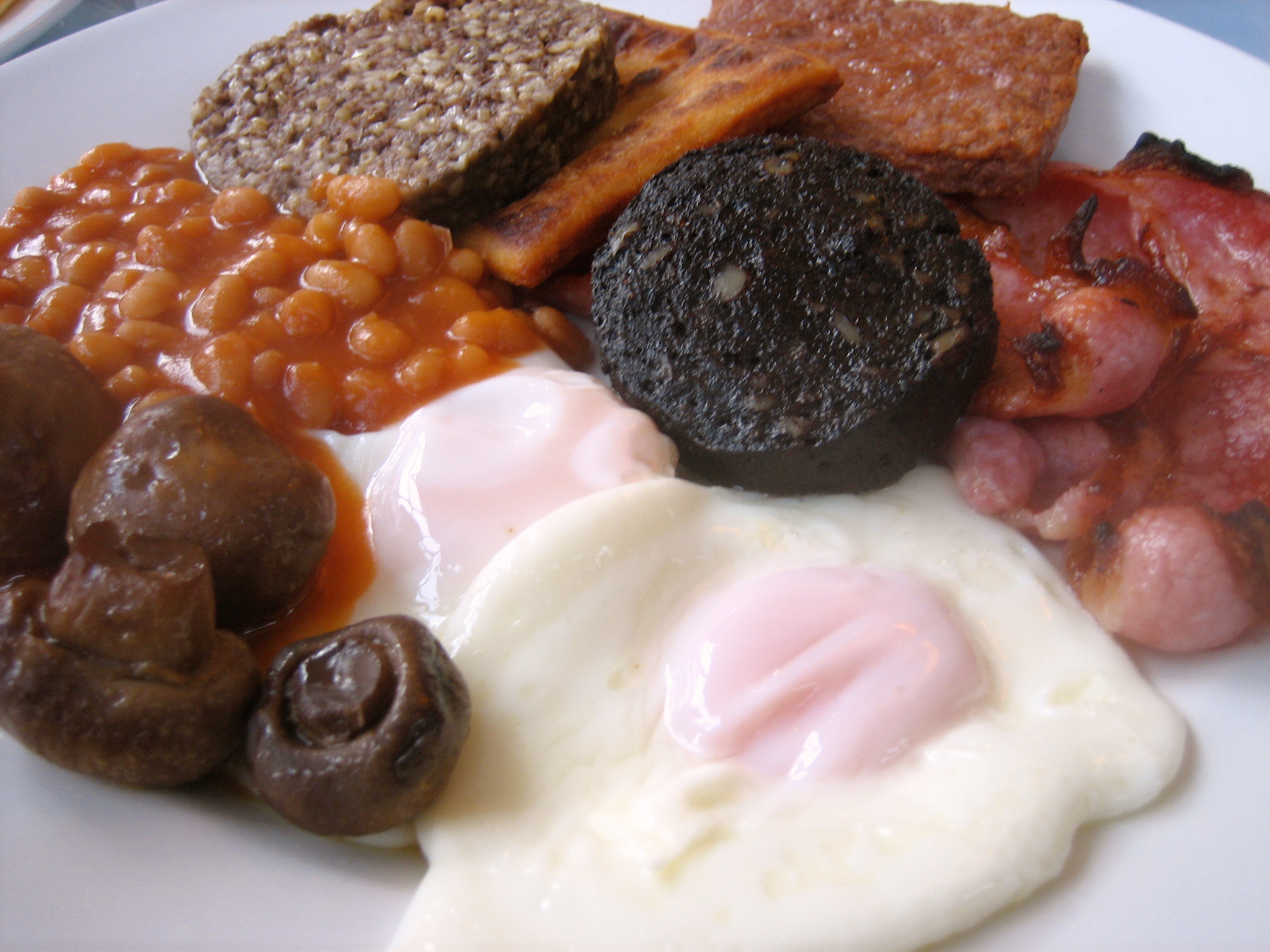
目玉焼き、ブラックプディング、肉の加工品、マッシュルーム、ベイクドビーンズ、ハギスが並ぶ朝食

スコティッシュ・ブレックファストは、「食通なら誰でも、世界中のどこで夕食をとっても朝食はスコットランドで取るだろう」と文学者サミュエル・ジョンソンが絶賛したことで知られている。
フル・ブレックファストには、特にスコットランドの習慣から受けた影響がよく見られる。スコットランド人はイングランド、ウェールズ、アイルランドなど他地域の人間よりも多い量の朝食を食べ、紅茶を何杯も飲む。朝食用のソーセージが初めて作られたアバディーン、トーストに添えられるマーマレードの発祥地とされるダンディーはいずれもスコットランドの都市である。
内容はイングランドとほぼ同一であるが、スコットランド独特（あるいは発祥）の料理には下記のものが挙げられる。
- ポリッジ
- グリルドキッパーズ
- ハドックの燻製
- ハギス
- ポテトスコーン
- オートケーク（オーツケーキ）
- ヘザー・ハニー

### ウェールズ
伝統的なウェルシュ・ブレックファストではアマノリのピュレとオートミールを混ぜてベーコンの脂で揚げたLaverbreadが出される。このほか、バターミルクに浸して食べるシオット（オートミールを原料としたビスケット）、オートミールで作った薄いスープブルースも食べられ、ザルガイが食卓にのぼることもある。

### アイルランド

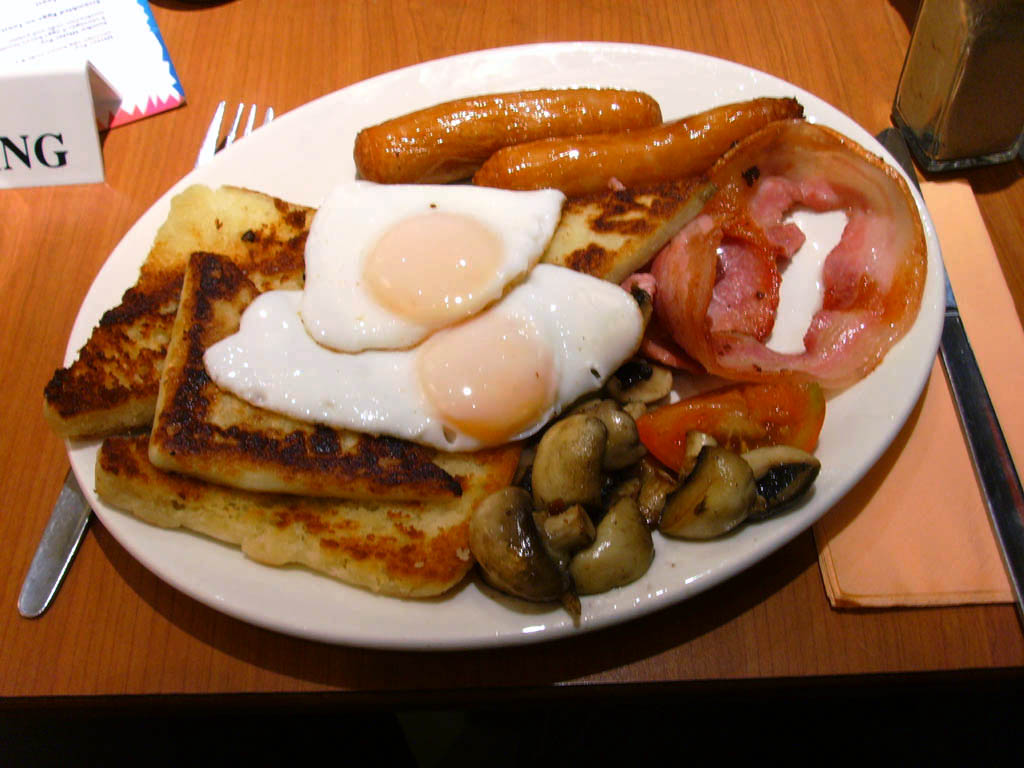
アルスター・フライの一例（ベルファストで撮影）

他の地域と同様に、アイリッシュ・ブレックファストの内容は地域・個人の嗜好などによってばらつきがある。伝統的なアイリッシュ・ブレックファストの品目として、下記の料理が挙げられる。
- ベーコン・ハム
- ソーセージ
- 目玉焼き
- ブラックプディング
- ホワイトプディング
- 油で炒めたトマト
- マッシュルームのソテー[18]
- トースト

加えてアイリッシュ・ブレックファストには、アイルランド独特の食品であるソーダブレッド、ポテトケーキなども出される。朝食と一緒に出される茶（Irish Breakfast tea）は濃いため、牛乳も添えられる。また、メニューに含まれるベーコン、ソーセージなどの肉類は油で炒められて供されるため、アイリッシュ・ブレックファストはアイリッシュ・フライ（Irish Fry）とも呼ばれる。
また、アイルランド島北部のアルスターの朝食では、大きめのマッシュルーム、ファール（重曹やジャガイモで作ったケーキ）を炒めたものが出される。このアイリッシュ・ブレックファスト以上にボリュームがある朝食は、アルスター・フライ（Ulster Fry）と呼ばれる。